# Berlin-Wartenberg
Pour les articles homonymes, voir Wartenberg.
Berlin-Wartenberg [ˈvaʁtənˌbɛʁk]  est un quartier de l'est de Berlin, faisant partie de l'arrondissement de Lichtenberg. Avant la réforme de l'administration en 2001, il faisait partie du district de Hohenschönhausen.

## Géographie

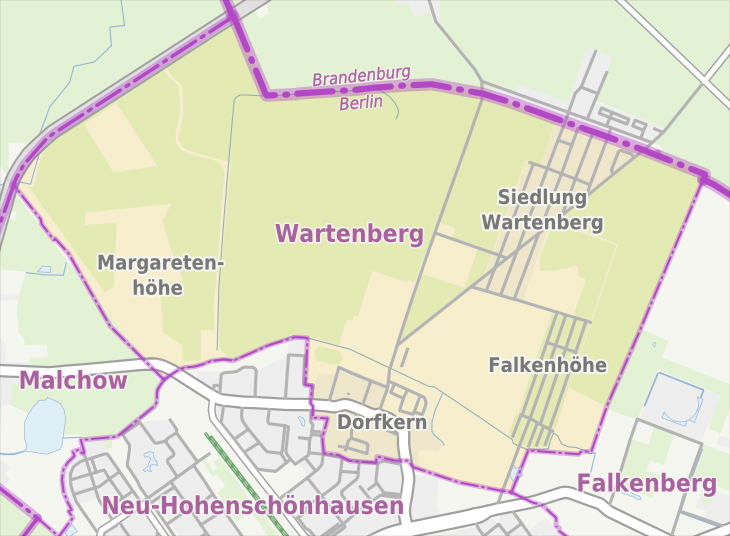
Carte de Wartenberg et des quartiers limitrophes.

Le quartier se situe sur le plateau de Barnim qui s'éleve au nord-est de la vallée de la rivière Sprée. Il se trouve au nord du quartier de Neu-Hohenschönhausen, limitrophe du quartier de Malchow au sud-ouest et du quartier de Falkenberg à l'est. Au nord-est, le long de la Bundesstraße 2, il confine à l'arrondissement de Pankow ; au nord, la frontière de la cité de Berlin le sépare du land de Brandebourg. 
Le district s'étend autour de l'ancien cœur du village de Wartenberg qui est relié au réseau de bus de Berlin. La zone d'habitation dense adjacente au sud, autour de la gare de Berlin-Wartenberg, fait partie du quartier de Neu-Hohenschönhausen. Les champs au nord de l'ancien village font aujourd'hui partie d'un parc paysager.

## Population
Le quartier comptait 2 480 habitants le 1er janvier 2017 selon le registre des déclarations domiciliaires.

## Histoire

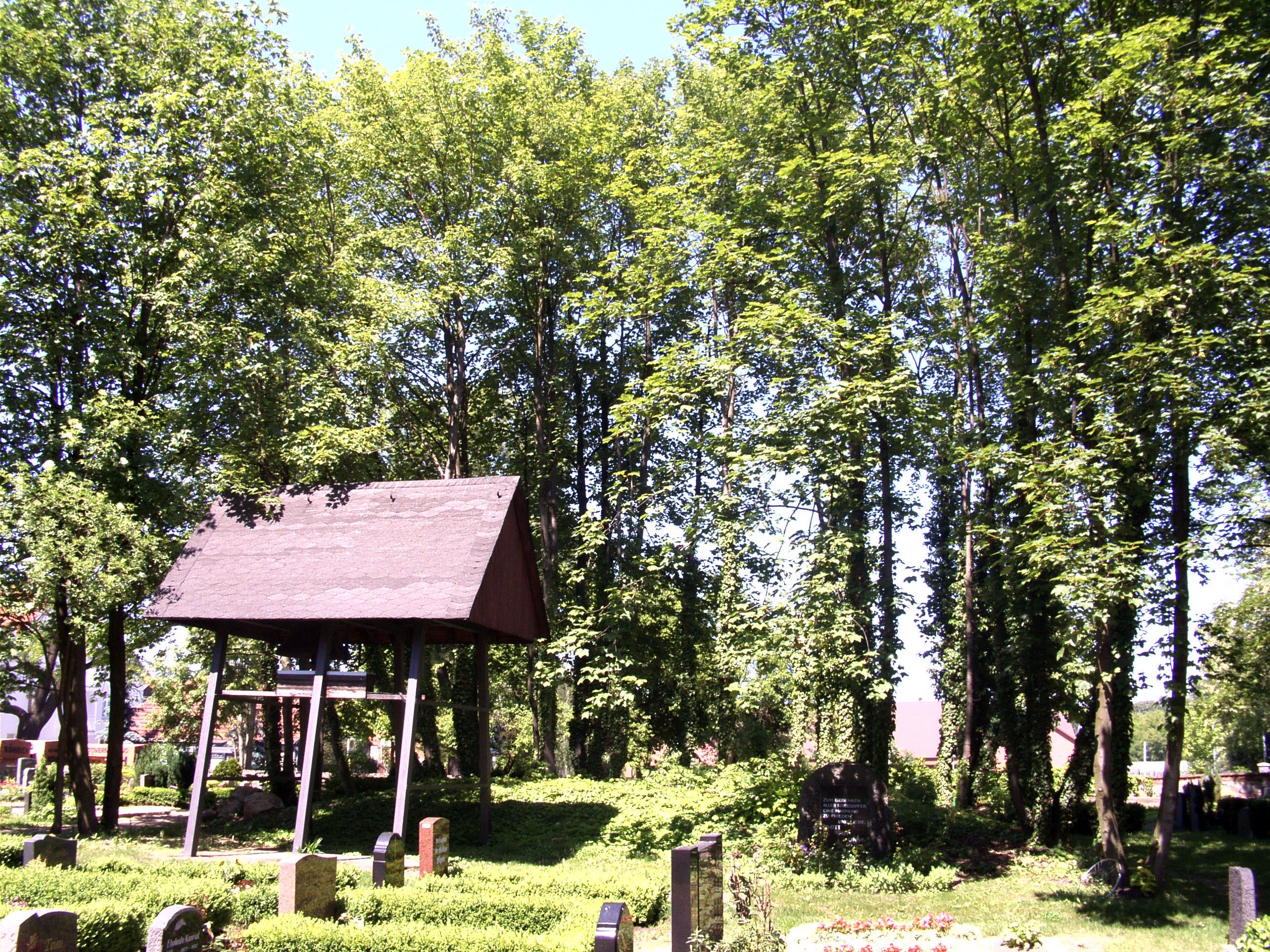
Le vieux cimetière.

L'ancien village-rue de Wartenberg naquit dans les années 1230, au cours de la colonisation germanique dans la marche de Brandebourg fondée par Albert l'Ours en 1157. L'église médiévale fut construite vers 1250 ; elle a été détruite au cours de la bataille de Berlin dans les derniers jours de la Seconde Guerre mondiale en 1945. Le lieu de Wardenberge est mentionné pour la première fois dans un acte des margraves de Brandebourg de 1270.
Vers la fin du Moyen Âge, le manoir était détenu par la noble famille von Blankenfeld, patriciens de Berlin. Après de violents affrontements avec les citoyens en 1448, il a été confisqué par l'électeur Frédéric II de Brandebourg qui le céda en fief à ses fidèles vassaux.
En 1920, la commune de Wartenberg fut rattachée à Grand Berlin et rattachée au district de Weißensee. Pendant la séparation de la ville après la Seconde Guerre mondiale, ce quartier faisait alors partie de Berlin-Est. 